# SC Paderborn 07
Der SC Paderborn 07 e. V., kurz: SC Paderborn oder SCP07, ist ein eingetragener Sportverein in Paderborn aus der Region Ostwestfalen-Lippe in Nordrhein-Westfalen. Die Vereinsfarben sind Blau und Schwarz. Die überwiegende Zeit seiner Geschichte – seit der Fusion der Vorgängervereine 1985 – verbrachte der SC Paderborn 07 in der dritthöchsten deutschen Spielklasse (Oberliga, Regionalliga, 3. Liga). 2005 stieg der Verein erstmals in die 2. Bundesliga auf, in der er mit einem Jahr Unterbrechung bis zu der Saison 2013/14 spielte. In jener Saison erreichte der Verein den zweiten Tabellenplatz und stieg trotz beschränkter finanzieller Mittel erstmals in die Bundesliga auf, nach einem Jahr wieder ab und wurde nach einem weiteren Abstieg im folgenden Jahr in die 3. Liga durchgereicht. Nur durch den Lizenzentzug des TSV 1860 München blieb der SC Paderborn 07 in der 3. Liga. In der Saison 2017/18 stieg er wiederum als Zweiter in die 2. Bundesliga auf. Die Saison 2018/19 in der 2. Bundesliga beendete der SC Paderborn 07 als Zweiter und stieg erneut in die Bundesliga auf und nach einer Saison wieder ab. Wie der SC Paderborn schafften es bisher nur sieben weitere Mannschaften, von der 3. Liga in die 2. Bundesliga und schließlich in die Bundesliga aufzusteigen, ohne ein weiteres Jahr in einer der Ligen zu bleiben.

## Geschichte
Der heutige SC Paderborn 07 entstand 1985 unter dem Namen TuS Paderborn-Neuhaus durch eine Fusion des TuS Schloß Neuhaus und des 1. FC Paderborn. Beide Vereine kamen ihrerseits durch Fusionen zustande.

### Vorgängervereine
20 Fußballfreunde gründeten am 14. August 1907 den Fußballverein Arminia Neuhaus als ersten Fußballverein im Kreis Paderborn. Er bildet einen der vier Grundsteine des heutigen SC Paderborn 07 e. V. Die drei Urvereine, aus denen der heutige SC 07 entstanden ist, waren der FC Preußen Paderborn von 1908, der ein Jahr ältere SV 07 Neuhaus und der TuS Sennelager von 1910.

#### Vom FC Preußen zum 1. FC Paderborn
Der FC Preußen Paderborn wurde am 1. Dezember 1908 gegründet. 1913 spaltete sich der SV 1913 Paderborn ab; der Rest des FC Preußen hieß von nun an VfB Paderborn, ab 1920 VfJ 08 Paderborn.
Der SV 1913 spielte in der Nachkriegszeit keine nennenswerte Rolle. Lediglich in der Saison 1955/56 tauchte er ein Jahr lang in der Amateurliga Westfalen auf, stieg aber als Tabellendreizehnter umgehend ab. Nur unwesentlich bedeutender war der VfJ 08, der 1948/49 sowie von 1952 bis 1956 in dieser dritthöchsten Spielklasse vertreten war und 1952 sogar die Ligameisterschaft gewann.

Altes Logo des 1. FC Paderborn

1968 vereinigten sich die beiden Vereine wieder zum 1. FC Paderborn. Dieser war ab 1970 dauerhaft in der Amateurliga Westfalen vertreten. Die beste Platzierung bis 1977 war der vierte Rang, die schlechteste Platz 13 (von 16). In der letzten Amateurliga-Saison 1977/78 gewann der 1. FC die Meisterschaft in seiner Staffel, scheiterte aber sowohl in den Endspielen um die Westfalenmeisterschaft gegen den DSC Wanne-Eickel als auch in der Qualifikation zur Aufstiegsrunde in die 2. Bundesliga gegen Holstein Kiel.
In der Saison 1980/81 wurden die Paderborner Erster der 1978 gegründeten Amateur-Oberliga Westfalen. Aufgrund der Reduzierung der 2. Bundesliga von zwei Staffeln auf eine war der Aufstieg in jenem Sommer ausgesetzt und die Meisterschaft wertlos. In den folgenden Jahren spielte der 1. FC wiederholt gegen den Abstieg, ehe er 1985 mit dem TuS Schloß Neuhaus fusionierte.

#### Fusion von SV 07 Neuhaus und TuS Sennelager zum TuS Schloß Neuhaus

Altes Logo des TuS Schloß Neuhaus

Der SV 07 aus dem Paderborner Stadtteil Schloß Neuhaus wurde 1907 gegründet. 1944/45 war er in der Gauliga vertreten, die allerdings schon nach dem ersten Spiel (0:5 gegen die Spfr. Rot-Weiß Paderborn) den Spielbetrieb kriegsbedingt einstellte. Bis 1973 spielte der SV 07 unterhalb der Amateurliga, in die der 1910 gegründete TuS aus dem nördlich von Paderborn gelegenen und vier Jahre zuvor eingemeindeten Sennelager 1971 erstmals aufgestiegen war. 1973 vereinigte sich die Fußballabteilung des TuS Sennelager mit dem SV 07 Neuhaus zum TuS Schloß Neuhaus, der ähnlich wie der TuS Sennelager in den unteren Tabellenregionen rangierte, 1976 ab- und 1977 direkt wieder aufstieg. Nach einem zweiten, einem fünften und einem dritten Platz in der 1978 gebildeten Oberliga Westfalen stieg der TuS 1982 als Westfalenmeister in die 2. Bundesliga auf, 1983 als Tabellenletzter wieder ab. Nach zwei fünften Plätzen fusionierte der TuS mit dem 1. FC Paderborn zum TuS Paderborn-Neuhaus.

### TuS Paderborn-Neuhaus/SC Paderborn 07

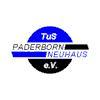
Altes Logo des TuS Paderborn-Neuhaus

Die Zusammenlegung der Kräfte ab 1985 brachte erst 20 Jahre später den (Wieder-)Aufstieg in die 2. Bundesliga. Zuvor spielte der TuS bis zur Auflösung jener Liga 1994 in der Amateur-Oberliga Westfalen, meistens in der oberen Tabellenhälfte. Die angestrebte Meisterschaft gelang erst 1994, in der Aufstiegsrunde zur 2. Bundesliga scheiterten die Paderborner an Eintracht Braunschweig und Fortuna Düsseldorf, qualifizierten sich aber für die neu gegründete Regionalliga West/Südwest. Aufgrund der Staffel-Reduzierung der Regionalliga zur Saison 2000/01 stieg der 1997 zu SC Paderborn 07 umbenannte Verein in die Oberliga ab, die er nach einem Jahr wieder als Meister verließ. 2005 stiegen die Paderborner schließlich in die 2. Bundesliga auf.
Kurz vor dem Aufstieg gerieten die Paderborner in die Hoyzer-Affäre: Das DFB-Pokalspiel gegen den Hamburger SV (4:2 nach 0:2-Rückstand) war von dem Schiedsrichter Robert Hoyzer manipuliert worden (durch zwei Elfmeter (1:2 und 4:2) für Paderborn und eine Rote Karte wegen Schiedsrichterbeleidigung für den Hamburger Emile Mpenza). Da der Wettbewerb zum Zeitpunkt der Überführung Hoyzers bereits zu weit fortgeschritten war, wurde das Ergebnis nicht annulliert.
In der 2. Bundesliga konnte sich der SC Paderborn in den Spielzeiten 2005/06 und 2006/07 problemlos halten, allerdings konnte er in der Saison 2007/08 auch wegen der finanziellen Belastungen durch den Baustopp des Stadionneubaus nicht an die Leistungen der vorangegangenen Spielzeiten anknüpfen. Der Verein belegte den 17. Tabellenplatz und stieg damit in die zur Saison 2008/09 neugebildete 3. Liga ab.
Die Hinrunde der 3. Liga beendete der SC Paderborn mit 41 Punkten und 38:21 Toren als Herbstmeister vor dem 1. FC Union Berlin und Kickers Emden. Bis zum Abschluss der Saison fiel er mit 68 Punkten und 68:38 Toren jedoch auf Platz 3 zurück und nahm an den beiden Relegationsspielen zur 2. Bundesliga teil. Gegner war der Tabellensechzehnte der 2. Liga, der VfL Osnabrück, gegen den Paderborn in beiden Spielen jeweils 1:0 gewann. Damit stieg der SCP nach nur einem Jahr wieder in die 2. Bundesliga auf.
Nach einer guten Saison 2009/10, die der SCP mit 51 Punkten auf Rang 5 beendete, erreichte man 2010/11 nur Rang 12; der Klassenerhalt war dabei nie in Gefahr. Die Saison 2011/12 war mit 61 Punkten und Rang 5 die bis dahin erfolgreichste Spielzeit in der über 100-jährigen Geschichte des Vereins, wobei lange Zeit der Aufstieg in die Bundesliga möglich schien. Die Saison 2012/13 beendete der SC Paderborn mit 42 Punkten erneut auf dem 12. Tabellenplatz, wobei der Klassenerhalt auch diesmal nie in Gefahr war.

### Aufstieg, Fall und Wiederaufstieg und erneuter direkter Abstieg
Mit 62 Punkten und einem damit erreichten zweiten Tabellenplatz in der Zweitligaspielzeit 2013/14 schaffte der SC Paderborn schließlich zur Saison 2014/15 erstmals den Aufstieg in die Bundesliga. Nach dem vierten Spieltag war der Verein Tabellenführer. Bis zum letzten Spieltag wäre der Klassenerhalt möglich gewesen, doch nach einem 1:2 gegen den VfB Stuttgart beendete der SC Paderborn die Saison auf Tabellenplatz 18 und stieg in die 2. Bundesliga ab. Am Ende der Spielzeit der 2. Fußball-Bundesliga 2015/16 stieg Paderborn als Tabellenletzter erneut in die 3. Liga ab. In der Drittliga-Saison 2016/17 ging der freie Fall des SC Paderborn weiter. Am Ende stand Tabellenplatz 18 zu Buche und damit der dritte sportliche Abstieg in Folge fest. Weil der TSV 1860 München keine Lizenz erhielt, blieb der Klub aber trotzdem in der 3. Liga. Nach der Folgesaison 2017/18 stieg der SC Paderborn wieder in die 2. Fußball-Bundesliga auf. In der Saison 2018/19 gelang dem SCP der erneute Aufstieg in die 1. Fußball-Bundesliga. Der SC Paderborn war in der Saison 2019/20 abgeschlagen auf dem 18. und damit letzten Platz und mit nur 20 Punkten aus 34 Spielen in der Fußball-Bundesliga nicht reif genug und es folgte postwendend der Abstieg in die 2. Fußball-Bundesliga. In der Zweitliga-Spielzeit 2020/21 war Paderborn weder ein ernsthafter Aufstiegs- noch ein Abstiegskandidat und beendete die Saison als Tabellenneunter im Mittelfeld. Seitdem hat sich der SC Paderborn in der oberen Tabellenhälfte der 2. Bundesliga etabliert und kämpfte in der Saison 2024/25 um den Aufstieg in die Bundesliga mit, der jedoch nicht gelang. 

## Verein und GmbH & Co. KGaA

### SC Paderborn 07 e. V.
Das oberste Organ des SC Paderborn 07 e. V. ist die Mitgliederversammlung. Die Mitglieder wählen den Aufsichtsrat und den Ehrenrat. Der Aufsichtsrat besteht aus vier bis sieben Mitgliedern. Fünf Mitglieder werden von der Mitgliederversammlung gewählt. Der Aufsichtsrat kann mit einer Zweidrittelmehrheit zwei zusätzliche Mitglieder in das Gremium bestellen. Eine Amtsperiode beträgt drei Jahre. Die wichtigste Aufgabe des Aufsichtsrates ist die Bestellung, Entlassung und Kontrolle des Vorstandes. Der aktuelle Aufsichtsrat besteht aus Stefan Rees (Vorsitzender), Tomas Pfänder (stellvertretender Vorsitzender), Orhan Dag, Michael Dufhues und Michael Neitemeier.
Der vom Aufsichtsrat berufene Vorstand erledigt alle Vereinsaufgaben, soweit sie satzungsgemäß nicht anderen Vereinsorganen vorbehalten sind. Er führt in eigener Verantwortung den Verein. Der Vorstand besteht aus dem Präsidenten und zwei bis vier weiteren Mitgliedern. Aktuell besteht der Vorstand aus dem Präsidenten Thomas Sagel sowie den Vizepräsidenten Carsten Linnemann und Ralph-Jörg Wezorke.
Der Ehrenrat wird auf Vorschlag des Vorstands von der Mitgliederversammlung gewählt. Dem Rat gehören vier Mitglieder an, die keinem anderen Vereinsorgan angehören dürfen. Der Ehrenrat ist zuständig für die Untersuchung vereinsschädigenden Verhaltens von Mitgliedern und Beilegung anderer Streitigkeiten, soweit Vereinsinteressen hiervon berührt werden. Der aktuelle Ehrenrat besteht aus dem ehemaligen Präsidenten Elmar Volkmann, Rüdiger Völkel, Walter Schäfers und Josef Ellebracht.

### GmbH & Co. KGaA
Die Lizenzspielerabteilung ist in eine GmbH & Co. KGaA, die SC Paderborn 07 GmbH & Co. KGaA, ausgegliedert. Dazu gehören das Verwertungsrecht der Marke, die erste Mannschaft, die U21, die U19 und die U17, die Verwaltungsmitarbeiter, das Anlage- und Umlaufvermögen sowie die Schulden. Für die Ausgliederung stimmten auf der Mitgliederversammlung am 29. Mai 2018 300 der 352 stimmberechtigten anwesenden Mitglieder. Die Gesellschaft wurde am 20. Februar 2019 in das Handelsregister eingetragen, womit die Ausgliederung rechtlich wirksam wurde.
Einziger Kommanditaktionär der Kommanditgesellschaft auf Aktien (KGaA) ist der e. V. Die Komplementär-GmbH der KGaA ist die SC Paderborn 07 Management GmbH. Diese haftet voll und ist zur Geschäftsführung berechtigt. Da der e. V. alleiniger Gesellschafter der Management GmbH ist, behält er gemäß der 50+1-Regel und unabhängig von der Kapitalverteilung in der KGaA stets Oberhand über die Bestellung der Geschäftsführung und somit das operative Geschäft. Die Management GmbH verfügt über drei Organe: die Gesellschafterversammlung, der Wirtschaftsrat und die Geschäftsführung. Der Wirtschaftsrat besteht aus den Mitgliedern der Vereinsorgane (Vorstand und Aufsichtsrat) und aus assoziierten Mitgliedern, die von der Gesellschafterversammlung, also vom e. V. als einzigem Gesellschafter der Komplementär-GmbH, bestellt werden. Der Wirtschaftsrat besteht aktuell aus 12 Mitgliedern, die sich aus dem Präsidium (3) und Aufsichtsrat (5) des e. V. sowie aus vier assoziierten Mitgliedern zusammensetzen. Vorsitzender des Wirtschaftsrates ist der Vereinspräsident Thomas Sagel.
Die Geschäftsführung der Management GmbH übernimmt die Leitung der KGaA. Die Geschäftsführer sind Martin Hornberger (Organisation, Marketing, Kommunikation), Sebastian Lange (Sport) und Ralf Huschen (Finanzen).
Die KGaA hat zwei Organe: die Hauptversammlung der Kommanditaktionäre und einen Aufsichtsrat, der die Arbeit der Management GmbH zusätzlich kontrolliert, aber kein Recht auf die Ernennung oder Entlassung von Geschäftsführern hat. Aufsichtsratsvorsitzender der KGaA ist Stefan Rees, der auch Aufsichtsratsvorsitzender des e. V. ist und im Wirtschaftsrat der Management GmbH sitzt.

## Trainer und Funktionäre
Präsident des SC Paderborn 07 war von April 1997 bis April 2009 Wilfried Finke, der als Unternehmer schon langjähriger Trikotsponsor war und nun den Verein auch als Hauptsponsor unterstützte. Als Finkes Nachfolger wurde vom Aufsichtsrat der bisherige Vizepräsident (seit 2008) Peter Evers bestimmt, nach sechswöchiger Amtszeit wurde Finke auf Beschluss des Aufsichtsrats jedoch erneut als Präsident eingesetzt. Evers amtierte bis zu seinem Rücktritt im Dezember 2009 wieder als Vizepräsident. Aktuelle Vizepräsidenten sind seit 2016 Josef Ellebracht und Rudolf Christa, Hauptgeschäftsführer ist Martin Hornberger. Trikotsponsor war bis zum Ende der Saison 2005/06 das Möbel-Einrichtungshaus Finke, danach die Warsteiner Brauerei. Zur Saison 2008/09 übernahm die Finke-Unternehmensgruppe erneut die Trikotwerbung. Zur Saison 2013/14 wurde kfzteile24 neuer Trikotsponsor des Vereins, nachdem Wilfried Finke angekündigt hatte, als Trikotsponsor auszusteigen. Er konzentrierte sich mit seinem Sponsoring mehr auf den Jugendbereich. Die Firma MEDIACOM übernahm in der Saison 2016/17 die Rolle des Trikotsponsors, seit Beginn der Saison 2017/18 war die Unternehmensgruppe Finke erneut Trikotsponsor. Seit der Saison 2018/19 ist dies das Wettportal sunmaker.
Nach dem überraschenden Rücktritt von Jos Luhukay zwei Tage vor Beginn der Saison 2006/07 übernahm kurzzeitig der Co-Trainer Markus Gellhaus den Trainerposten. Luhukay hatte das Amt im Sommer 2005 von Pavel Dotchev übernommen und war mit dem Club überraschend Tabellenneunter in der zweiten Liga geworden. Luhukay begründete seinen Rücktritt mit einem gestörten Verhältnis zum Vorstand. Auch der sportliche Leiter Günther Rybarczyk stellte seinen Posten mit sofortiger Wirkung zur Verfügung. Nachdem am 5. September 2006 Roland Seitz das Amt des Cheftrainers übernommen hatte, gab auch Gellhaus seinen Abschied aus Paderborn bekannt. In der Winterpause wurde Seitz nach einer Serie von acht Spielen ohne Sieg wieder entlassen.
Am 3. Januar 2007 übernahm Holger Fach das Traineramt. Ein Jahr später, am 8. Februar 2008, wurde Fach wegen anhaltender Erfolglosigkeit beurlaubt. Paderborn befand sich zu diesem Zeitpunkt auf dem letzten Tabellenplatz der 2. Bundesliga, mit einem Rückstand von neun Punkten auf den ersten Nichtabstiegsplatz. Neben Fach trennte sich der Verein auch von Geschäftsführer Michael Born. Als Nachfolger von Holger Fach wurde Pavel Dotschew als Cheftrainer verpflichtet, der den Verein bereits von 2003 bis 2005 trainiert und in den bezahlten Fußball geführt hatte. Als Manager wurde Christian Schreier verpflichtet, der im April 2009 freigestellt wurde. Neuer sportlicher Leiter wurde André Schubert. Nachdem auch Dotchev beurlaubt worden war, übernahm Schubert am 13. Mai 2009 vorübergehend dessen Amt zusätzlich. Am 4. Juni 2009 wurde beschlossen, dass Schubert die Doppelfunktion beibehielt.
Der bis zum 30. Juni 2012 laufende Vertrag mit Trainer André Schubert wurde zum Saisonende 2010/11 aufgelöst. Roger Schmidt wurde als Trainer ab der Saison 2011/12 verpflichtet. Dieser war zuletzt bei Preußen Münster tätig gewesen. Zum neuen Sportlichen Leiter wurde Michael Born ernannt, der bereits in den Jahren 1996 bis 2008 für den SC Paderborn in unterschiedlichen Funktionen gearbeitet hatte. Nach dem Wechsel von Roger Schmidt zum FC Red Bull Salzburg verpflichtete der SC als neuen Cheftrainer für zwei Jahre Stephan Schmidt, der zuvor die U-19 des VfL Wolfsburg trainiert hatte. Zwei Spieltage vor Saisonende trennte sich der Verein am 5. Mai 2013 nach einer Negativserie von ihm. Als Interimstrainer übernahm der ehemalige SCP-Spieler René Müller die Mannschaft. Neuer Trainer wurde André Breitenreiter, der zuvor beim TSV Havelse als Trainer gearbeitet hatte. Breitenreiter stieg mit der Mannschaft in der Saison 2013/14 in die Fußball-Bundesliga auf.
Nach der Bekanntgabe des Wechsels von André Breitenreiter zum FC Schalke 04 zur Saison 2015/16 wurde am 13. Juni 2015 Markus Gellhaus als Trainer für die neue Saison vorgestellt. Schon Anfang Oktober wurde er wieder entlassen. Am 13. Oktober 2015 wurde Stefan Effenberg neuer Cheftrainer; er erhielt einen Vertrag bis zum Saisonende 2017. Am 3. März 2016 und auf einem direkten Abstiegsplatz stehend wurde die Zusammenarbeit wieder beendet. Unmittelbar danach übernahm erneut René Müller, der bereits vor der Verpflichtung Effenbergs für eine Woche als Interimstrainer fungierte. Am 21. November 2016 wurde Florian Fulland Interimstrainer nach einer 0:6-Niederlage des SCP in Lotte, bevor am 6. Dezember 2016 Stefan Emmerling als neuer Cheftrainer verpflichtet wurde. Stefan Emmerling wurde am 16. April 2017 entlassen. Sein Nachfolger ist Steffen Baumgart. Am letzten Spieltag kam der SCP nicht über ein 0:0 beim VfL Osnabrück hinaus, wodurch der Abstieg in die Regionalliga West sportlich besiegelt wurde. Durch eine Lizenzverweigerung für den TSV 1860 München für die Drittliga-Saison 2017/18 blieb der SC Paderborn dennoch in der 3. Liga. Nach der Saison 2017/18 stieg der Verein wieder in die 2. Bundesliga auf. In der Zweitliga-Saison 2018/19 gelang dem Verein der Durchmarsch in die Bundesliga.

## Fans

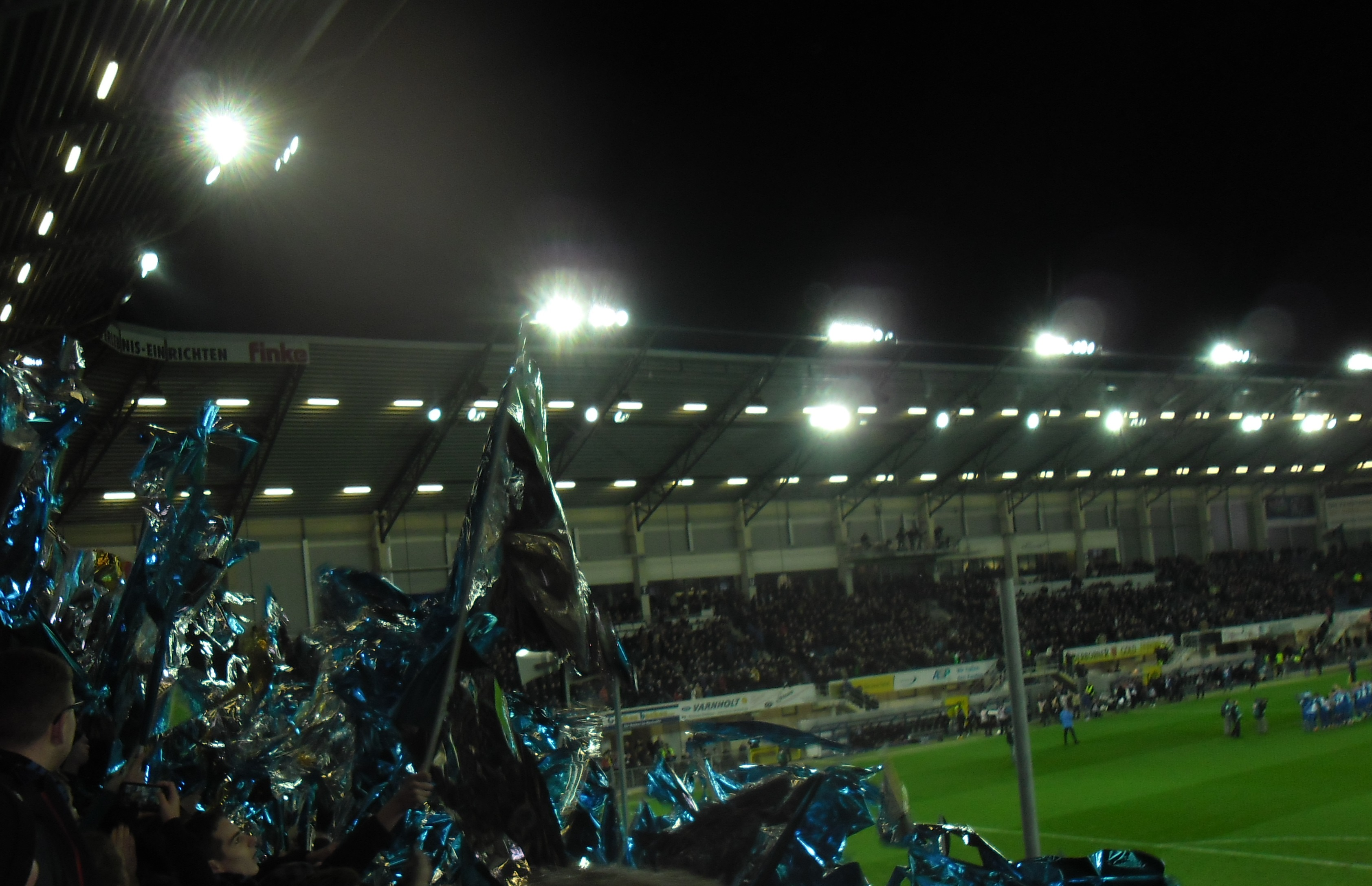
Flutlicht-Atmosphäre

Der SCP hat in den letzten Jahren einen immer größeren Stamm an Fans gewinnen können. Verfolgten in der Saison 2001/02 noch ca. 1.500 Fans im Schnitt die Spiele, waren es in der Saison 2011/12 bereits über 10.000. In der Bundesligasaison 2014/15 war das Heim-Kontingent in allen 17 Spielen komplett ausverkauft. In der Saison 2018/19 kam es in der Benteler-Arena zu einem Zuschauerschnitt von 11.508.
Derzeit gibt es ca. 41 offizielle Fanklubs, die hauptsächlich in der Region Paderborn organisiert sind. Der am weitesten entfernte Klub ist in Darwin/Australien zu finden. Der älteste offizielle Fanclub ist der „Fanclub ohne Namen“. Besondere Aufmerksamkeit genießen der „Kids Club“ und der integrative Fanklub „Hand in Hand“, bei dem gezielt Menschen mit Behinderung eine Teilnahme an den Spielen ermöglicht wird. 

### Fanbeirat
Der Fanbeirat wurde ursprünglich auf Initiative der Fanclubs anstelle eines Dachverbands gegründet. In zweijährigem Abstand wird dieser neu von den Fanclubs gewählt. Hierbei sollen die Fans und ihre Interessen vertreten werden. Dazu trifft man sich regelmäßig mit den vom Verein bestellten Fanbeauftragten oder diskutiert im direkten Kontakt mit der Geschäftsführung. Auch bei Fragen der Sicherheit im Fußball (Lokaler Runder Tisch) und ähnlichen Angelegenheiten bringt sich der Beirat ein. Wichtigste Funktion des Fanbeirats ist der Kontakt zu den Fans und Zuschauern, deren Anliegen und Anregungen dem Verein vorgetragen werden. Der Fanbeirat unterstützt darüber hinaus die Fanbeauftragten z. B. bei Auswärtsfahrten.

### Fanrivalitäten
Rivalitäten bestehen hauptsächlich zu den in der Nachbarschaft gelegenen Vereinen Arminia Bielefeld (siehe Ostwestfalenderby), Rot Weiss Ahlen, SV Lippstadt 08 und VfL Osnabrück.
Auch mit den Sportfreunden Siegen – nicht zuletzt wegen der Umstände des einstigen Oberliga-Abstiegs – und langjährigen Konkurrenten wie Preußen Münster oder Eintracht Braunschweig besteht eine große Rivalität. In den 80er Jahren bestand eine große Brisanz bei Spielen gegen Gütersloh, in den 90er Jahren gegen Verl.

## Spielzeiten seit 1985
| Liga                      | Spielklasse | Saison  | Platz/von | Tore  | Punkte |
| ------------------------- | ----------- | ------- | --------- | ----- | ------ |
| Oberliga Westfalen        | 3. Liga     | 1985/86 | 020(17)   | 69:51 | 43-21  |
| Oberliga Westfalen        | 3. Liga     | 1986/87 | 060(16)   | 39:34 | 32-28  |
| Oberliga Westfalen        | 3. Liga     | 1987/88 | 080(16)   | 52:55 | 29-31  |
| Oberliga Westfalen        | 3. Liga     | 1988/89 | 090(16)   | 53:60 | 28-32  |
| Oberliga Westfalen        | 3. Liga     | 1989/90 | 020(16)   | 58:27 | 43-17  |
| Oberliga Westfalen        | 3. Liga     | 1990/91 | 080(16)   | 47:40 | 31-29  |
| Oberliga Westfalen        | 3. Liga     | 1991/92 | 050(16)   | 46:31 | 37-23  |
| Oberliga Westfalen        | 3. Liga     | 1992/93 | 050(18)   | 46:40 | 39-29  |
| Oberliga Westfalen        | 3. Liga     | 1993/94 | 010(16)   | 73:27 | 50-10  |
| Regionalliga West/Südwest | 3. Liga     | 1994/95 | 090(18)   | 61:53 | 35-33  |
| Regionalliga West/Südwest | 3. Liga     | 1995/96 | 050(19)   | 68:47 | 62     |
| Regionalliga West/Südwest | 3. Liga     | 1996/97 | 100(18)   | 40:46 | 43     |
| Regionalliga West/Südwest | 3. Liga     | 1997/98 | 090(18)   | 61:37 | 48     |
| Regionalliga West/Südwest | 3. Liga     | 1998/99 | 070(17)   | 51:39 | 53     |
| Regionalliga West/Südwest | 3. Liga     | 1999/00 | 130(20)   | 47:47 | 48     |
| Oberliga Westfalen        | 4. Liga     | 2000/01 | 010(19)   | 85:29 | 86     |
| Regionalliga Nord         | 3. Liga     | 2001/02 | 140(18)   | 51:60 | 40     |
| Regionalliga Nord         | 3. Liga     | 2002/03 | 080(18)   | 58:49 | 47     |
| Regionalliga Nord         | 3. Liga     | 2003/04 | 030(18)   | 56:40 | 62     |
| Regionalliga Nord         | 3. Liga     | 2004/05 | 020(19)   | 63:40 | 70     |
| 2. Bundesliga             | 2. Liga     | 2005/06 | 090(18)   | 46:40 | 46     |
| 2. Bundesliga             | 2. Liga     | 2006/07 | 110(18)   | 32:41 | 42     |
| 2. Bundesliga             | 2. Liga     | 2007/08 | 170(18)   | 33:54 | 31     |
| 3. Liga                   | 3. Liga     | 2008/09 | 030(20)   | 68:38 | 68     |
| 2. Bundesliga             | 2. Liga     | 2009/10 | 050(18)   | 49:49 | 51     |
| 2. Bundesliga             | 2. Liga     | 2010/11 | 120(18)   | 32:47 | 39     |
| 2. Bundesliga             | 2. Liga     | 2011/12 | 050(18)   | 51:42 | 61     |
| 2. Bundesliga             | 2. Liga     | 2012/13 | 120(18)   | 45:45 | 42     |
| 2. Bundesliga             | 2. Liga     | 2013/14 | 020(18)   | 63:48 | 62     |
| Bundesliga                | 1. Liga     | 2014/15 | 180(18)   | 31:65 | 31     |
| 2. Bundesliga             | 2. Liga     | 2015/16 | 180(18)   | 28:55 | 28     |
| 3. Liga                   | 3. Liga     | 2016/17 | 180(20)   | 38:57 | 44     |
| 3. Liga                   | 3. Liga     | 2017/18 | 020(20)   | 90:23 | 83     |
| 2. Bundesliga             | 2. Liga     | 2018/19 | 020(18)   | 76:50 | 57     |
| Bundesliga                | 1. Liga     | 2019/20 | 180(18)   | 37:74 | 20     |
| 2. Bundesliga             | 2. Liga     | 2020/21 | 090(18)   | 53:45 | 47     |
| 2. Bundesliga             | 2. Liga     | 2021/22 | 070(18)   | 56:44 | 51     |
| 2. Bundesliga             | 2. Liga     | 2022/23 | 060(18)   | 68:44 | 55     |
| 2. Bundesliga             | 2. Liga     | 2023/24 | 070(18)   | 54:54 | 52     |
| 2. Bundesliga             | 2. Liga     | 2024/25 | 040(18)   | 56:46 | 55     |

|  | Aufstieg |
|  | Abstieg  |

## Stadien und Sportstätten

### Paderkampfbahn
Die Paderkampfbahn war bis 1985 das Stadion des Vorgängervereins 1. FC Paderborn in der Oberliga Westfalen. Seitdem diente es bis zur Fertigstellung des SCP-Trainingszentrums (TNLZ) am Ahorn-Sportpark als Trainingsgelände. Durch die unmittelbare Nähe der Paderkampfbahn zum Sportzentrum Maspernplatz mit Kabinen, Kraftraum, Sporthalle, Schwimmbad und einem Großparkplatz wurden hier viele Synergien genutzt.
In den letzten Jahren wurden zu Gunsten größerer Rasenflächen die Aschenbahn und die einzige Tribüne zurückgebaut.

### Hermann-Löns-Stadion
Spielstätte bis Ende der Saison 2007/08 war das Hermann-Löns-Stadion (offizielles Fassungsvermögen: 12.000 Zuschauer) im Stadtteil Schloß Neuhaus. Das Stadion ist nach dem Schriftsteller Hermann Löns benannt.
Das Stadion wurde mehrfach um- und ausgebaut. So wurde aus einem Sportplatz zunächst mit der Haupttribüne ein Stadion. Für die Zweitligasaison 1982/83 wurden die Stehplätze ausgebaut, ein fahrbarer Spielertunnel und Zäune sowie Blocktrennungen installiert. Später wurden nach und nach die Kurve hinter dem nördlichen Tor zu Gunsten eines Vorplatzes beseitigt, eine einzigartige Spielerbrücke installiert, neue Kassenhäuser aufgestellt, Wellenbrecher eingebaut, eine Stahlrohr-Zusatztribüne errichtet und Flutlichtmasten gebaut.
Das Markenzeichen des Stadions waren allerdings die direkt über ihm verlaufenden Hochspannungsleitungen.
Nach dem Aufstieg in die 2. Bundesliga im Jahre 2005 erteilte der DFB eine Genehmigung zur vorläufigen Weiternutzung nur unter der Auflage, in näherer Zukunft in ein zweitligafähiges Stadion umzuziehen.

### Home-Deluxe-Arena

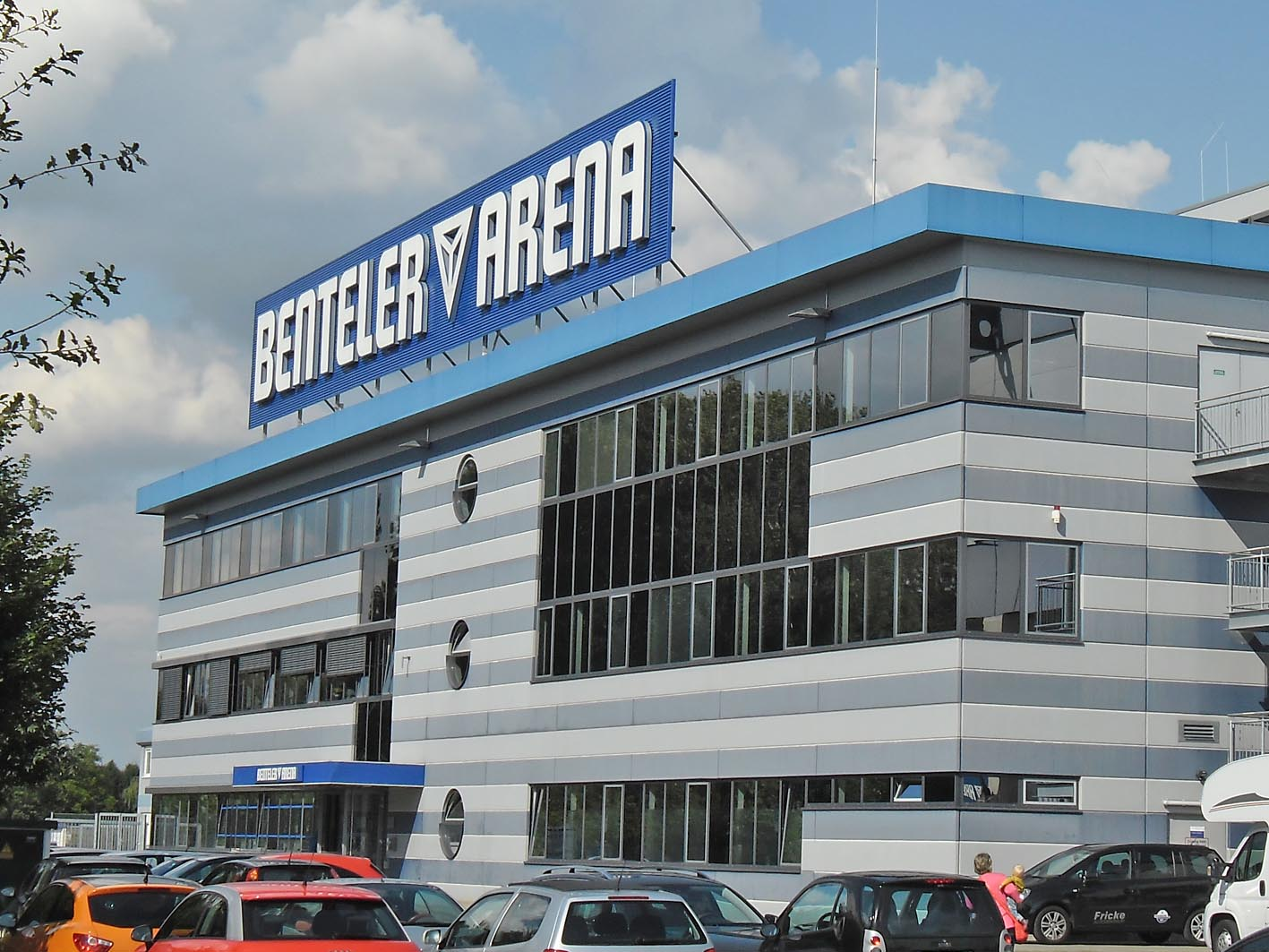
Das Stadion von Westen im Jahr 2014

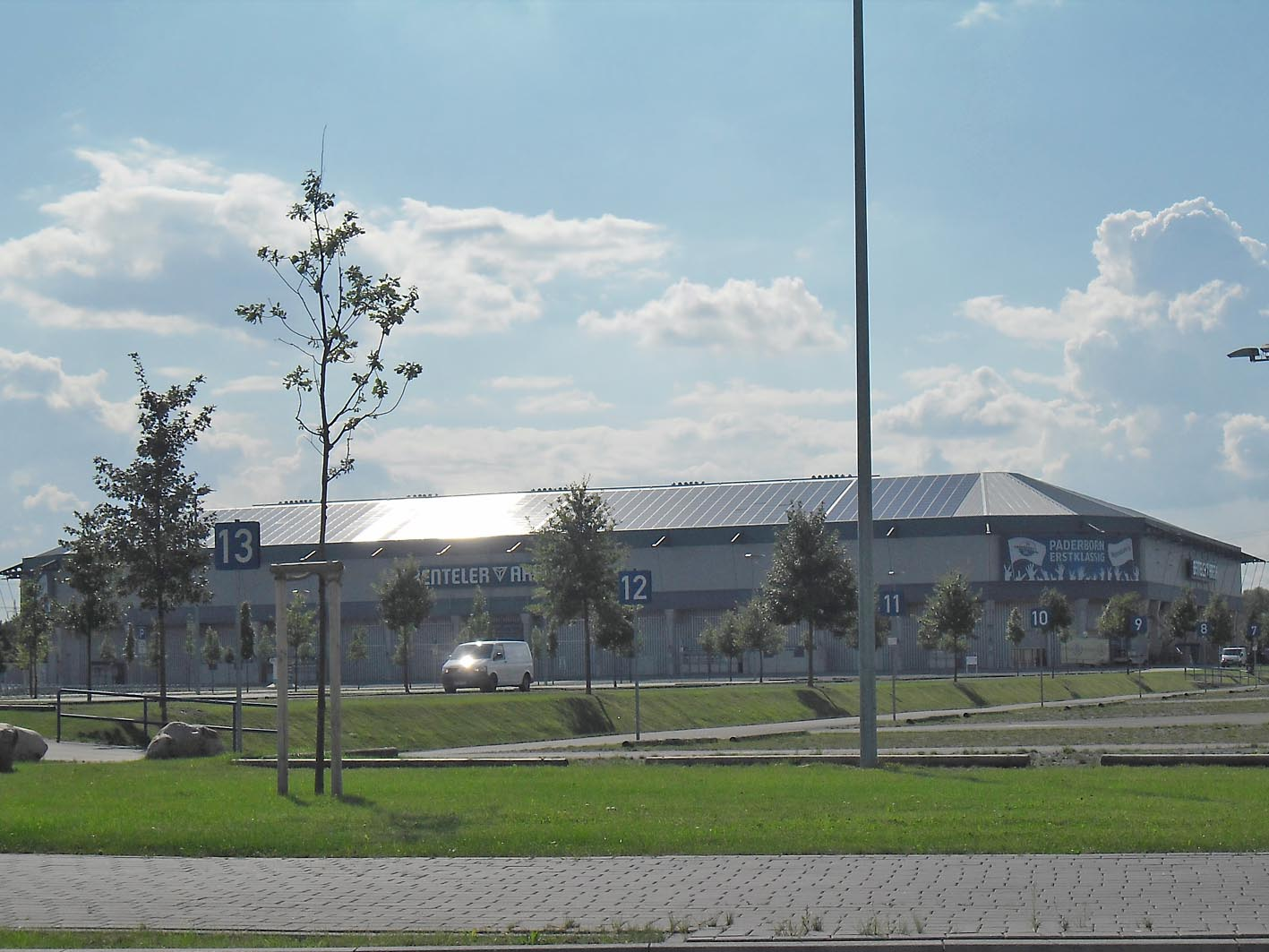
Das Stadion von Osten im Jahr 2014

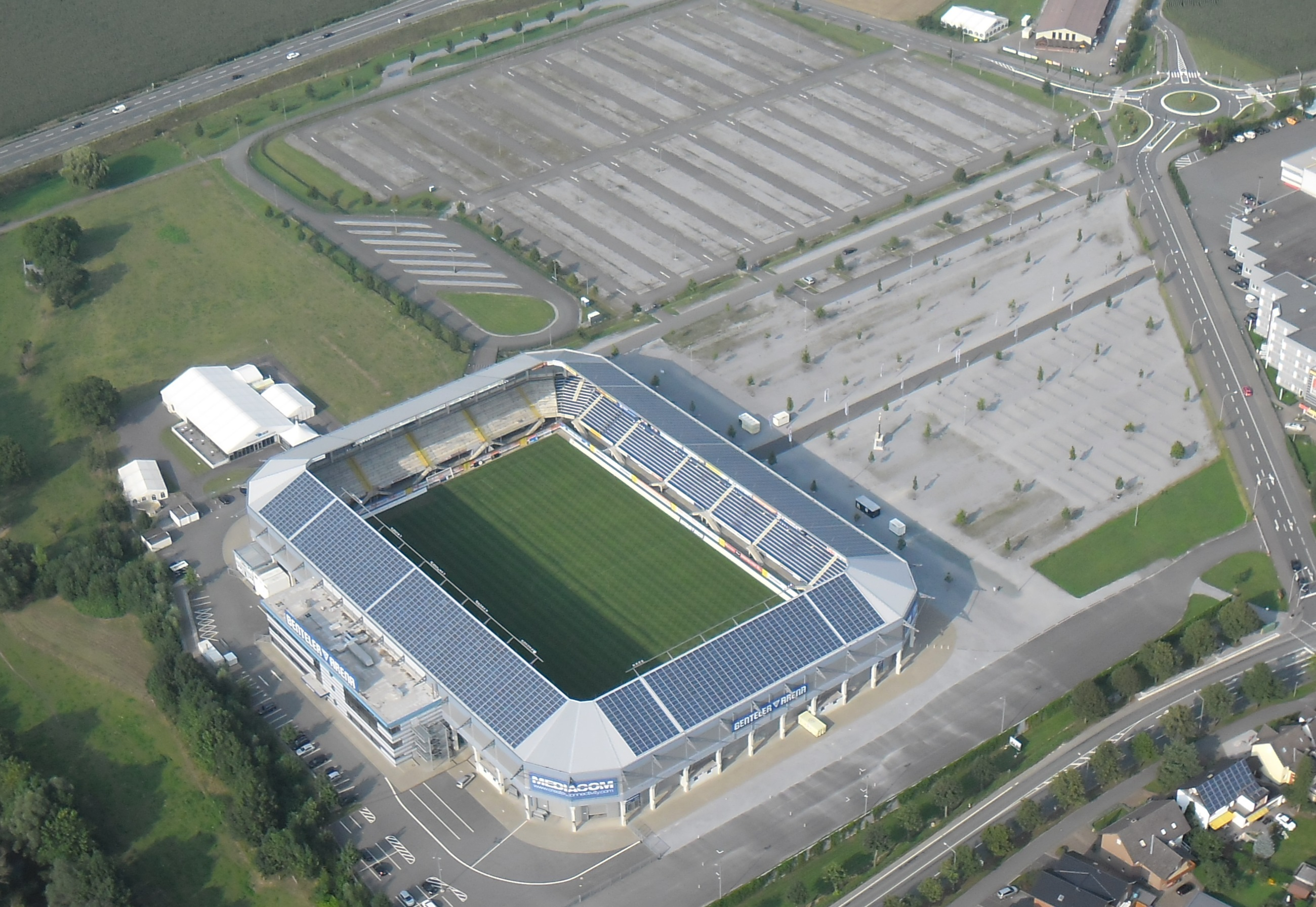
Tragschrauberrundflug im Sommer 2015

Nach einer Machbarkeitsstudie zu Kosten-Nutzen-Kalkulationen entschied man sich gegen Alternativ-Standorte wie dem Umbau der Sportanlagen an der Universität Paderborn, dem Ahorn-Sportpark, dem Inselbadstadion oder dem bisher genutzten Hermann-Löns-Stadion für einen Neubau in unmittelbarer Nähe zur A33 und B1.
Der SCP zog zum Beginn der Saison 2008/09 in die paragon arena (15.000 überdachte Plätze) um, die an der Alme-Aue entstanden war. Die Kosten für das komplett überdachte Stadion wurden mit 12,5 Millionen Euro veranschlagt. Nach Klagen von Anwohnern und einem entsprechenden Gerichtsurteil des OVG Münster wurde die Baugenehmigung aufgrund fehlender Parkplätze und mangelhafter Verkehrsanbindung in zweiter Instanz zunächst entzogen.
Am 1. Mai 2006 wurden die Verhandlungen zwischen der Stadt Paderborn und den drei Klägern von Seiten der Stadt aufgrund einer Ratsentscheidung abgebrochen. Alle Zugeständnisse, die zwischen November 2005 und April 2006 zwischen der Stadt und den Klägern vereinbart worden waren, galten nicht mehr. Die Stadt Paderborn beabsichtigte nun, den Bau nach einem „Masterplan“ fortzuführen, gegen den Klagen keine Chance mehr haben sollten. Darin sind drei Parkhäuser, eine Multifunktionshalle und eine neue Abfahrt direkt von der B1 vorgesehen. Die Neukosten nach dem Baustopp sollten etwa 25 Millionen Euro betragen.
Nach zweijährigem Stillstand wurde die neue Baugenehmigung seitens der Stadt Paderborn am 23. November 2007 erteilt und die Bauarbeiten unverzüglich wieder aufgenommen. Die Fertigstellung der zunächst paragon arena genannten Spielstätte erfolgte im Juli 2008; im offiziellen Eröffnungsspiel am 20. Juli 2008 unterlag der SC Paderborn 07 vor 15.000 Zuschauern dem Bundesligisten Borussia Dortmund mit 1:2, nachdem in einem ersten Spiel vier Tage zuvor gegen Galatasaray Istanbul ein 1:1-Unentschieden erzielt worden war. Das erste Pflichtspiel in der Arena wurde am 2. August gegen die SpVgg Unterhaching (1:1) vor 7.806 Zuschauern ausgetragen.
Zum ersten Mal ausverkauft war die paragon arena in einem Pflichtspiel am 29. Mai 2009 beim Hinspiel um die Zweitligarelegation gegen den VfL Osnabrück (1:0).
Zur Saison 2009/10 wurde das Stadion in Energieteam Arena umbenannt. Der Vertrag mit dem neuen Namensgeber hatte nach Paderborner Angaben ursprünglich eine Laufzeit bis zum 30. Juni 2019. Aus wirtschaftlichen Gründen wurde der Vertrag aber schon 2011 zum Saisonende 2011/12 gekündigt. Der SC Paderborn war seitdem auf der Suche nach einem neuen Namenssponsor für das Stadion. Seit der Saison 2012/13 trug das Stadion den Namen Benteler-Arena.
In der Benteler-Arena wurden in der Vergangenheit bereits diverse strukturelle Veränderungen vorgenommen. So wurden die Blöcke auf der Nordtribüne mehrfach umgebaut, so dass heute der Auswärtsblock auf knapp über der geforderten Mindestgröße verkleinert wurde. Mit den Blöcken D1 und D2 hat man Blöcke, die man bei Bedarf an den Gastverein geben kann. Zudem wurde der VIP- und Presse-Bereich im Zuge des Erstliga-Aufstiegs 2014 erweitert. Darüber hinaus wurden zusätzliche Eingänge gebaut und modernisiert (elektronische Einlasskontrolle). Schließlich wurde das Flutlicht ausgeweitet, Kunstrasen außerhalb des Spielfelds verlegt, Werbebanden optimiert (z. B. rollierende TV-Banden) und Geschäftsräume angebaut.
Zuletzt erfolgte im Sommer 2023 ein weiterer Umbau des Stadions, der bereits vorher geplant, aber nicht umgesetzt wurde. Dabei wird über den Tribünen ein neuer umfassender Oberrang (im VIP- und Presse-Bereich existierte ein Oberrang bereits) sowie neues Flutlicht und eine Eventbeleuchtung installiert. Ziel des Stadionumbaus ist nicht die Vergrößerung der Stadionkapazität; stattdessen soll eine Aufstockung der Sätzplätze durch die Oberränge erfolgen (nun etwa 8.000), während sich die Anzahl der Stehplätze reduziert (ca. 7.000 Stehplätze). Durch die Maßnahme sollen die Stehplatzbereiche einerseits entlastet werden, andererseits will man so auch den (zukünftigen) Anforderungen der Deutschen Fußball Liga gerecht werden. Während die Innenraumarbeiten bereits größtenteils vor dem Saisonstart 2023/24 abgeschlossen wurden, sollen die gesamten Arbeiten an den Oberrängen offiziell zur Rückrunde erledigt sein.
Eigentümerin der Home-Deluxe-Arena (Umbenennung im Sommer 2022) ist die Paderborner Stadiongesellschaft (PSG), bestehend unter anderem aus Großsponsoren wie Finke, Bremer und Warsteiner.

### Trainings- und Nachwuchsleistungszentrum

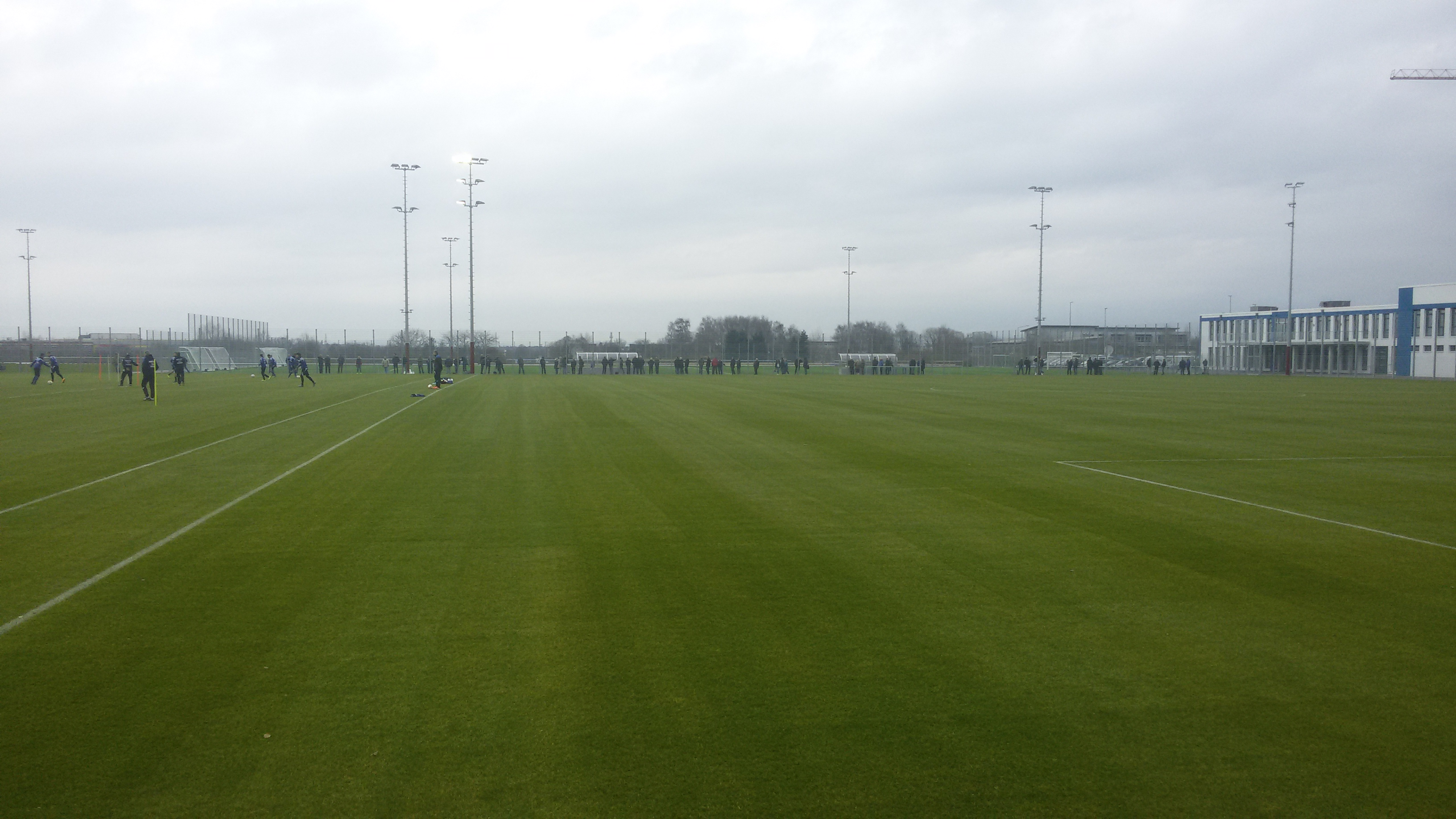
TNLZ 2016

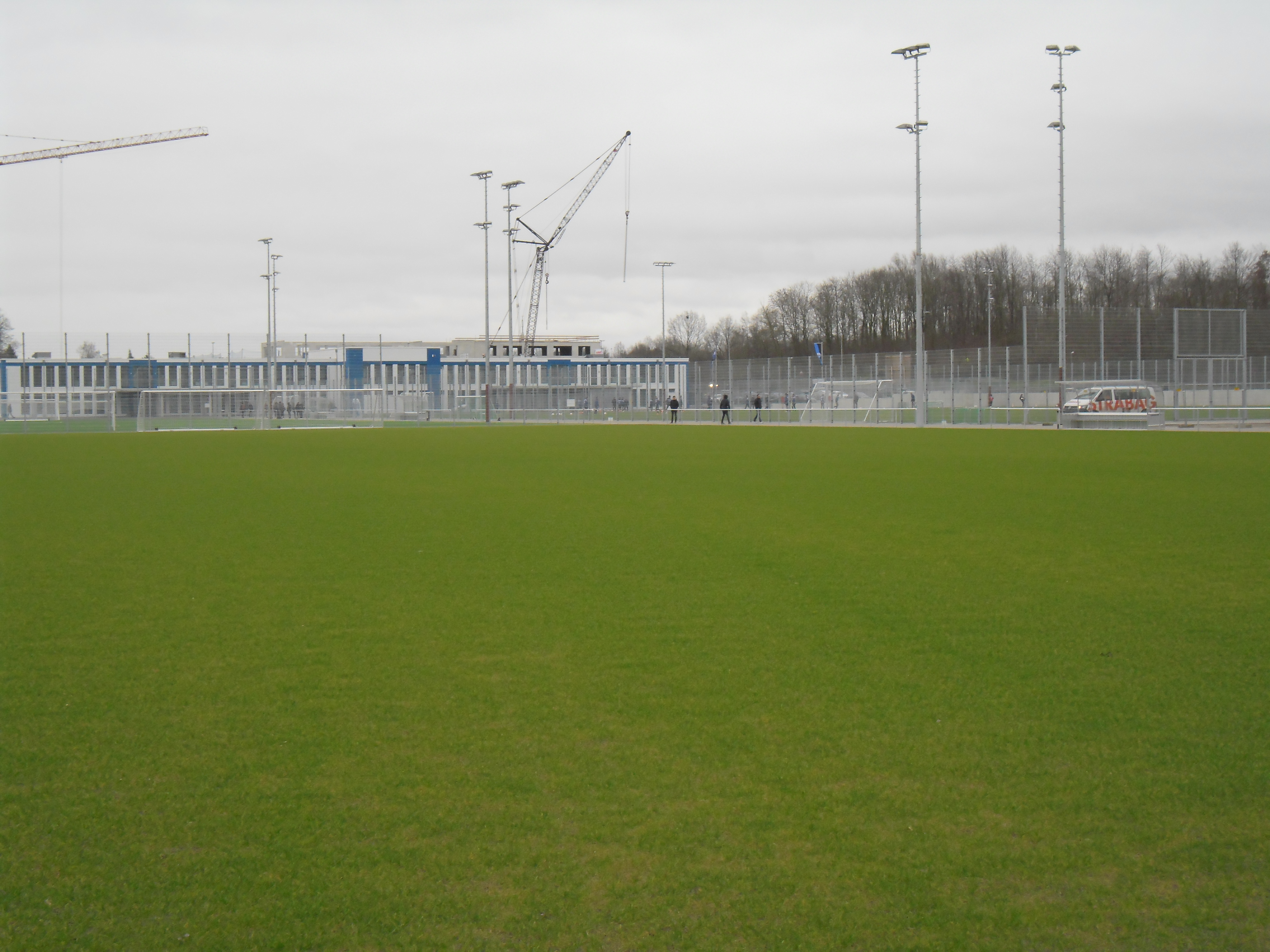
TNLZ beim ersten Training

Nach jahrelanger Prüfung verschiedener Standorte wie der Paderkampfbahn oder dem Platz nördlich der Benteler-Arena einigte man sich mit der Stadt Paderborn auf den Standort Almepark Nord.
Vorgesehen waren ein Funktionsgebäude und sechs Trainingsplätze – davon vier für die Nachwuchsmannschaften. Aus Kostengründen wurde im März 2015 vom Rat der Stadt Paderborn der Bau von vier Trainingsplätzen – davon ein Kunstrasenplatz – und des Funktionsgebäudes beschlossen.
Die PSG hatte demnach die Kosten für das Funktionsgebäude und weitere Infrastrukturmaßnahmen wie Parkplätze zu tragen. Die Stadt Paderborn übernahm den Bau der Trainingsplätze, wobei der SC Paderborn 07 für die Plätze der Profis über 20 Jahre eine Pacht von 130.000 Euro pro Jahr zu zahlen hat und so den Bau refinanziert. Die Trainingsplätze bleiben über die 20 Jahre hinaus im Besitz der Stadt Paderborn, die danach weiter eine neu auszuhandelnde Pacht erhält.
Dazu verpflichtete sich der SC Paderborn 07, die bisher genutzten Plätze zu räumen und andere Vereine das Nachwuchsleistungszentrum mitbenutzen zu lassen sowie Pflege und laufende Kosten zu übernehmen.

## Größte Erfolge
- Aufstieg in die Bundesliga 2014, 2019
- Einzug ins DFB-Pokal-Viertelfinale 2018/2019 (durch einen Sieg gegen den MSV Duisburg, ausgeschieden gegen den Hamburger SV)
- Einzug ins DFB-Pokal-Viertelfinale 2017/2018 (durch einen Sieg gegen den FC Ingolstadt, ausgeschieden gegen den FC Bayern München)
- Einzug ins DFB-Pokal-Achtelfinale 2022/2023 (durch einen Sieg gegen Werder Bremen, ausgeschieden gegen den VfB Stuttgart)
- Einzug ins DFB-Pokal-Achtelfinale 2020/2021 (durch einen Sieg gegen den 1. FC Union Berlin, ausgeschieden gegen Borussia Dortmund)
- Einzug ins DFB-Pokal-Achtelfinale (Gegner: SC Freiburg) im Jahr 2004 durch Siege über den Hamburger SV (4:2) und den MSV Duisburg (2:1). Das Spiel gegen den Hamburger SV war allerdings im Zuge des Fußball-Wettskandals manipuliert worden. Da der Wettbewerb jedoch zu weit fortgeschritten war, wurde auf eine Wiederholung der Partie verzichtet und der HSV vom DFB finanziell entschädigt.
- Aufstieg in die 2. Bundesliga 1982 (als TuS Schloß Neuhaus), 2005, 2009 und 2018
- Westfalenmeister 1981 (es gab wegen der Einführung der Eingleisigkeit der 2. Bundesliga keinen Aufsteiger), 1982 → Aufstieg in die 2. Bundesliga, 1994 (Aufstiegsspiele gegen Fortuna Düsseldorf, Eintracht Braunschweig und FC Augsburg), 2001 → Aufstieg in die Regionalliga Nord
- Westfalenpokalsieger 1985, 1994, 1996, 2000, 2001, 2002, 2004, 2017, 2018

## Erste Mannschaft

### Kader der Saison 2025/26
(Stand: 6. August 2025)
| Nr.        | Nat.               | Spieler            | Geboren       | Im Verein seit |
| ---------- | ------------------ | ------------------ | ------------- | -------------- |
| Tor        |                    |                    |               |                |
| 01         | Deutschland        | Markus Schubert    | 12. Juni 1998 | 2024           |
| 31         | Deutschland        | Florian Pruhs      | 6. Feb. 2006  | 2018           |
| 41         | Deutschland        | Dennis Seimen      | 1. Dez. 2005  | 2025           |
| Abwehr     |                    |                    |               |                |
| 02         | Deutschland        | Ruben Müller       | 24. Aug. 2005 | 2025           |
| 04         | Deutschland        | Calvin Brackelmann | 22. Aug. 1999 | 2023           |
| 17         | Deutschland        | Laurin Curda       | 30. Okt. 2001 | 2023           |
| 20         | Deutschland        | Felix Götze        | 11. Feb. 1998 | 2024           |
| 21         | Deutschland        | Anton Bäuerle      | 30. Apr. 2005 | 2024           |
| 25         | Deutschland        | Tjark Scheller     | 12. Jan. 2002 | 2024           |
| 33         | Deutschland        | Marcel Hoffmeier   | 15. Juli 1999 | 2022           |
| 42         | Deutschland        | Kevin Krumme       | 10. März 2004 | 2015           |
| Mittelfeld |                    |                    |               |                |
| 05         | Vereinigte Staaten | Santiago Castañeda | 13. Nov. 2004 | 2024           |
| 06         | Deutschland        | Luis Engelns U19   | 11. März 2007 | 2016           |
| 08         | Deutschland        | David Kinsombi     | 12. Dez. 1995 | 2023           |
| 09         | Deutschland        | Nick Bätzner       | 15. März 2000 | 2025           |
| 14         | Deutschland        | Mika Baur          | 9. Juli 2004  | 2024           |
| 22         | Deutschland        | Mattes Hansen      | 15. Mai 2004  | 2023           |
| 23         | Philippinen        | Raphael Obermair   | 1. Apr. 1996  | 2022           |
| 26         | Deutschland        | Sebastian Klaas    | 30. Juni 1998 | 2022           |
| 38         | Deutschland        | Bennit Bröger      | 1. Juli 2006  | 2025           |
| Sturm      |                    |                    |               |                |
| 07         | Deutschland        | Filip Bilbija      | 24. Apr. 2000 | 2023           |
| 11         | Deutschland        | Sven Michel        | 15. Juli 1990 | 2024           |
| 18         | Deutschland        | Marco Wörner       | 25. Sep. 2004 | 2025           |
| 28         | Deutschland        | Lucas Copado       | 10. Jan. 2004 | 2025           |
| 39         | Deutschland        | Adriano Grimaldi   | 5. Apr. 1991  | 2023           |
| 49         | Deutschland        | Joel Vega Zambrano | 10. Sep. 2004 | 2018           |
|            | Deutschland        | Stefano Marino     | 12. März 2004 | 2025           |
|            | Deutschland        | Steffen Tigges     | 31. Juli 1998 | 2025           |

### Transfers der Saison 2025/26
Stand: 6. August 2025
| Zugänge | Abgänge |
| Sommerpause 2025 | Sommerpause 2025 |
| --- | --- |
| - Nick Bätzner (SV Wehen Wiesbaden) - Mika Baur (Dynamo Dresden; Leihende) - Bennit Bröger (VfL Wolfsburg) - Lucas Copado (LASK) - David Kinsombi (Preußen Münster; Leihende) - Koen Kostons (KV Kortrijk; Leihende) - Kevin Krumme (SC Paderborn II) - Stefano Marino (Hannover 96 II) - Ruben Müller (SC Freiburg II) - Dennis Seimen (VfB Stuttgart; Leihe) - Marco Wörner (SC Freiburg II) - Joel Vaga Zambrano (SC Paderborn II) | - Ilyas Ansah (1. FC Union Berlin) - Martin Ens (SC Verl; Leihe) - Jascha Brandt (SV Waldhof Mannheim) - Luca Herrmann (Dynamo Dresden) - Koen Kostons (PEC Zwolle) - Marvin Mehlem (Hull City; Leihende) - Niclas Nadj (SV Meppen) - Felix Platte (Vertragsende; Ziel unbekannt) - Marco Pledl (Viktoria Köln) - Manuel Riemann (Vertragsende; Ziel unbekannt) - Arne Schulz (Viktoria Köln) - Casper Terho (Royale Union Saint-Gilloise; Leihende) - Aaron Zehnter (VfL Wolfsburg) |
| nach Saisonbeginn | |
| - Steffen Tigges (1. FC Köln) | |

### Trainerstab (Saison 2025/26)
(Stand: 25. Juli 2025)
| Funktion                | Name               |
| ----------------------- | ------------------ |
| Cheftrainer             | Ralf Kettemann     |
| Co-Trainer              | Pit Reimers        |
| Co-Trainer              | Uwe Hünemeier      |
| Torwarttrainer          | Nico Burchert      |
| Video- und Spielanalyst | Julius Metzger     |
| Athletiktrainer         | Ruben Solis        |
| Rehatrainer             | Andreas Herbstreit |

## Weitere Mannschaften
Der SC Paderborn 07 unterhält ein Nachwuchsleistungszentrum, in dem mit Stand der Saison 2018/19 rund 180 Nachwuchsspieler von der U11 bis zur U21 ausgebildet werden. Während die U16, die U17 und die U19 im Leistungsbereich agieren, bildet die U21 die Schnittstelle zwischen dem Jugend- und dem Profibereich. Letztere tritt seit dem Aufstieg zur Saison 2023/24 in der viertklassigen Regionalliga West an und stellt die offizielle zweite Mannschaft des Vereins.

## Bekannte ehemalige Spieler
|  | Christopher Antwi-Adjei | Deutschland Ghana     |
|  | Marvin Bakalorz         | Deutschland           |
|  | Roel Brouwers           | Niederlande           |
|  | Daniel Brückner         | Deutschland           |
|  | Albert Bunjaku          | Schweiz               |
|  | Antonio Di Salvo        | Italien               |
|  | Hüzeyfe Doğan           | Deutschland           |
|  | Georgi Donkow           | Bulgarien             |
|  | Pawel Dotschew          | Bulgarien Deutschland |
|  | Martin Driller          | Deutschland           |
|  | Diego Demme             | Deutschland           |
|  | Daniel Heuer Fernandes  | Portugal Deutschland  |
|  | Andreas Fischer         | Deutschland           |
|  | Chris Führich           | Deutschland           |
|  | Wesselin Petkow Gerow   | Bulgarien             |
|  | Klaus Gjasula           | Albanien Deutschland  |
|  | Garry De Graef          | Belgien               |

|  | Rolf-Christel Guié-Mien | Kongo Republik             |
|  | Manuel Gulde            | Deutschland                |
|  | Dieter Hecking          | Deutschland                |
|  | Thomas von Heesen       | Deutschland                |
|  | Michael Henke           | Deutschland                |
|  | Peter Hobday            | Deutschland                |
|  | Uwe Hünemeier           | Deutschland                |
|  | Julian Justvan          | Deutschland                |
|  | Elias Kachunga          | Deutschland                |
|  | Tobias Kempe            | Deutschland                |
|  | Luca Kilian             | Deutschland                |
|  | Thomas Kläsener         | Deutschland                |
|  | Philipp Klement         | Deutschland                |
|  | Markus Krösche          | Deutschland                |
|  | Nebojša Krupniković     | Serbien                    |
|  | Max Kruse               | Deutschland                |
|  | Domi Kumbela            | Deutschland Kongo Republik |

|  | Günter Kutowski      | Deutschland                              |
|  | Michael Lameck       | Deutschland                              |
|  | Stephan Loboué       | Deutschland                              |
|  | Streli Mamba         | Deutschland Kongo Demokratische Republik |
|  | Daniel Masuch        | Deutschland                              |
|  | Sven Michel          | Deutschland                              |
|  | René Müller          | Deutschland                              |
|  | Deniz Naki           | Deutschland                              |
|  | Marcel Ndjeng        | Deutschland                              |
|  | Alexander Nübel      | Deutschland                              |
|  | Patrick Owomoyela    | Deutschland                              |
|  | Massimilian Porcello | Italien                                  |
|  | Zsolt Petry          | Ungarn                                   |
|  | Nick Proschwitz      | Deutschland                              |
|  | Gerd Roggensack      | Deutschland                              |
|  | Lukas Rupp           | Deutschland                              |
|  | Günther Rybarczyk    | Deutschland                              |

|  | Mahir Saglik         | Deutschland                         |
|  | Sebastian Schachten  | Deutschland                         |
|  | Ron Schallenberg     | Deutschland                         |
|  | Roger Schmidt        | Deutschland                         |
|  | Sebastian Schonlau   | Deutschland                         |
|  | Christian Schreier   | Deutschland                         |
|  | Jürgen Sobieray      | Deutschland                         |
|  | Dennis Srbeny        | Deutschland                         |
|  | Cauly Oliveira Souza | Brasilien Deutschland               |
|  | Tom Starke           | Deutschland                         |
|  | Kevin Stöger         | Osterreich                          |
|  | Moritz Stoppelkamp   | Deutschland                         |
|  | Bernard Tekpetey     | Ghana                               |
|  | Sebastian Vasiliadis | Griechenland Deutschland            |
|  | Mario Vrančić        | Bosnien und Herzegowina Deutschland |
|  | Hauke Wahl           | Deutschland                         |
|  | Patrick Ziegler      | Deutschland                         |

## Ehemalige Trainer
| Zeitraum  | Nation      | Name              |
| --------- | ----------- | ----------------- |
| 1997–2001 | Deutschland | Günther Rybarczyk |
| 2001–2003 | Deutschland | Uwe Erkenbrecher  |
| 2003–2005 | /           | Pawel Dotschew    |
| 2005–2006 | Niederlande | Jos Luhukay       |
| 2006      | Deutschland | Markus Gellhaus   |
| 2006      | Deutschland | Roland Seitz      |

| Zeitraum  | Nation      | Name            |
| --------- | ----------- | --------------- |
| 2007–2008 | Deutschland | Holger Fach     |
| 2008–2009 | /           | Pawel Dotschew  |
| 2009–2011 | Deutschland | André Schubert  |
| 2011–2012 | Deutschland | Roger Schmidt   |
| 2012–2013 | Deutschland | Stephan Schmidt |
| 2013      | Deutschland | René Müller     |

| Zeitraum  | Nation      | Name                |
| --------- | ----------- | ------------------- |
| 2013–2015 | Deutschland | André Breitenreiter |
| 2015      | Deutschland | Markus Gellhaus     |
| 2015–2016 | Deutschland | Stefan Effenberg    |
| 2016      | Deutschland | René Müller         |
| 2016–2017 | Deutschland | Stefan Emmerling    |
| 2017–2021 | Deutschland | Steffen Baumgart    |

## Jahrhundertelf (Vereinsjubiläum 2007)
Tor
Stephan Loboué
Abwehr
Markus Krösche | Friedhelm Lüning | Markus Bollmann | Günter Kutowski
Mittelfeld
Peter Hobday | Thomas von Heesen | Christian Schreier
Sturm
Antonio Di Salvo | René Müller | Dieter Hecking
Trainer
Pawel Dotschew

## Tischtennis
Im Jahre 1983 stieg die Männermannschaft des TuS Schloß Neuhaus in die 2. Bundesliga West auf und wurde zwei Jahre später Vizemeister hinter dem Post SV Mülheim. Nach der Fusion zum TuS Paderborn-Neuhaus folgten 1986 und 1987 weitere Vizemeisterschaften hinter dem TTC Grünweiß Bad Hamm bzw. erneut dem Post SV Mülheim. Ein Jahr später verpassten die Paderborner die Qualifikation für die nunmehr zweigleisige 2. Bundesliga. Zwischenzeitlich bis in die Bezirksliga abgerutscht erreichte die Mannschaft 1994 die Verbandsliga, bevor sich die Abteilung im Juni 1997 dem TSV 1887 Schloß Neuhaus anschloss.